# Dichaea globosa
Dichaea globosa är en orkidéart som beskrevs av Robert Louis Dressler och Franco Pupulin. Dichaea globosa ingår i släktet Dichaea och familjen orkidéer.
Artens utbredningsområde är Costa Rica. Inga underarter finns listade i Catalogue of Life.